# Маркелл (Михэеску)
Архиепископ Маркелл (рум. Arhiepiscopul Marchel, в миру Николай Владимирович Михэеску, рум. Nicolae Mihăescu; род. 18 августа 1959 года, село Пырлица, Фалештский район, Молдавская ССР, СССР) — епископ Русской православной церкви; архиерей Православной церкви Молдовы, архиепископ Бельцкий и Фэлештский, член Межсоборного присутствия Русской Православной Церкви.

## Биография
Родился 18 августа 1959 года в селе Пырлица Фалештского района МССР, в семье молдавских крестьян.
В 1974 году окончил восемь классов средней школы, в том же году поступил в Бельцкое ГПТУ-41, где получил полное среднее образование и специальность автомеханика. Окончил данное заведение в 1977 году с красным дипломом.
В мае 1978 года был призван для прохождения срочной службы в советской армии, служил в танковых войсках механиком-водителем.
После увольнения в запас, в апреле 1980 года, по благословению архиепископа Кишинёвского и Молдавского Ионафана поступил трудником в Вознесенский Жабский женский монастырь.
В августе 1981 года был зачислен в Одесскую духовную семинарию, которую окончил с отличием в 1985 году.
16 сентября того же года был рукоположен архиепископом Ионафаном (Кополовичем) во диакона целибатом. 3 января 1988 года митрополитом Кишиневским и Молдавским Серапионом (Фадеевым) пострижен в монашество с именем Маркелл, в честь Маркелла, игумена обители Неусыпающих; 6 января того же года тем же архиереем рукоположен во иеромонаха.
Ко дню Святой Пасхи 1988 года митрополитом Серапионом был возведён в сан игумена, а 20 ноября того же года — в сан архимандрита.
С 14 января 1988 года по 15 февраля 1989 года нёс послушание настоятеля храмов в селах Печештя и Скумпия Фэлештского района. Затем был назначен экономом во вновь открывшийся Каприянский монастырь.
Летом 1988 года поступил на заочный сектор Московской духовной академии, где обучался два года.
С 21 августа 1989 года — инспектор Кишинёвского духовного училища при Каприянском монастыре и преподаватель литургики в нём.
15 октября 1990 года назначен настоятелем Михаиловского храма в городе Рыбнице с оставлением в должности инспектора и преподавателя Кишинёвского духовного училища.
26 августа 1992 года архиепископом Кишинёвским и Молдавским Владимиром (Кантаряном) назначен секретарём Бельцкого викариатства Кишинёвской епархии.
В 1997 году окончил юридический факультет филиала Московского университета менеджмента и права в городе Бельцы. В 2000 году перевёлся на заочный сектор Киевской духовной академии, которую окончил в 2003 году.
С 1992 по 2007 год — секретарь Бельцкого викариата.
Определением Священного Синода Русской Православной Церкви от 6 октября 2006 года назначен епископом образованной тогда же Бельцкой епархии. 11 марта 2007 года в московском храме Христа Спасителя Патриархом Алексием II хиротонисан во епископа; Партриарху сослужили митрополиты Смоленский Кирилл (Гундяев), Калужский Климент (Капалин), Кишиневский Владимир (Кантарян), Воронежский Сергий (Фомин); архиепископы Керченский Анатолий (Кузнецов), Истринский Арсений (Епифанов), Ярославский Кирилл (Наконечный); епископы Тираспольский Юстиниан (Овчинников), Кагульский Анатолий (Ботнарь), Дмитровский Александр (Агриков), Бронницкий Амвросий (Ермаков) и Унгенский Петр (Мустяцэ).
С 27 июля 2009 года член Межсоборного присутствия Русской Православной Церкви.
Весной 2011 года резко выступил против легализации ислама в Молдавии (официальной регистрации Исламской лиги Республики Молдова).
С марта 2012 года активно выступает против принятого в Молдавии в 2012 году Закона об обеспечении равенства, в связи с чем в том же году митрополит Кишинёвский Владимир (Кантарян), согласно сообщениям СМИ, пригрозил ему возможностью лишения сана. В своих выступлениях против этого закона требовал, в частности, запретить представителям сексуальных меньшинств «работать в воспитательных учреждениях, больницах и местах общественного питания», поскольку «92 % их являются носителями СПИДа»; в связи с этими высказываниями епископа он был привлечён к суду общественной организацией «ГендерДок-М», выигравшей дело в двух первых инстанциях, однако затем это решение отменила Высшая судебная палата Молдовы.
В июне 2013 года, комментируя недовольство президента Молдавии Николая Тимофти визитом в страну Патриарха Кирилла, намеченным на начало сентября 2013 года, заявил, что готов вывести людей на протесты, если Тимофти предпримет какие-то действия против приезда патриарха Кирилла. В начале сентября 2013 года вновь выступил с осуждением политики властей Молдовы, направленной, по его мнению, на то, чтобы «подорвать авторитет Церкви, принизить в глазах народа её историческую роль и минимизировать её влияние в обществе, всеми возможными методами ограничив её функции».
В ноябре 2013 года вместе с другими православными активистами направил Президенту Украины Виктору Януковичу обращение, в котором высказал недовольство его политикой на европейскую интеграцию и призвал Виктора Януковича определиться между «светом или тьмой, Христом или антихристом»
16 мая 2021 года, за усердное служение Церкви, за богослужением в Храме Христа Спасителя, патриархом Московским и всея Руси Кириллом епископ Маркелл возведен в сан архиепископа.
По данным расследования, проведённого изданием  NordNews, Маркелл имеет внебрачного сына Романа Тышкевича, родившегося в 1994 году.

## Награды
- Орден преподобного Серафима Саровского II степени (2014)[15]
- Орден святителя Иннокентия, митрополита Московского и Коломенского II степени (2019) —  во внимание к усердным архипастырским трудам и в связи с 60-летием со дня рождения[16]